# Арбеост
Арбеост (фр. Arbéost) насеље је и општина у јужној Француској у региону Миди Пирене, у департману Горњи Пиринеји која припада префектури Аржеле Газо.
По подацима из 2011. године у општини је живело 92 становника, а густина насељености је износила 6,17 становника/km². Општина се простире на површини од 14,9 km². Налази се на средњој надморској висини од 780 метара (максималној 2.480 m, а минималној 555 m).

## Демографија
| 1962. | 1968. | 1975. | 1982. | 1990. | 1999. | 2011. |
| ----- | ----- | ----- | ----- | ----- | ----- | ----- |
| 132   | 200   | 164   | 145   | 128   | 121   | 92    |

График промене броја становника у току последњих година